# 敦賀市歌
「敦賀市歌」（つるがしか）は、日本の福井県敦賀市が制定した市歌である。以下の2代が存在する。
1. 1937年（昭和12年）制定。作詞・志和実枝[1]、作曲・庭本俊雄[2]。
2. 1952年（昭和27年）3月24日制定。作詞・花田龍彦、作曲・下総皖一、編曲・松村勇。

現在の市歌は2.である。

## 初代
初代の『敦賀市歌』は1937年（昭和12年）4月1日に敦賀郡敦賀町が松原村との新設合併により市制を施行した記念事業として大阪毎日新聞（現・毎日新聞大阪本社）福井支局の後援により制定され、同年6月に記念式典で演奏された。
当時の市勢要覧や帝国都市研究会『大日本都市大観』昭和15年（1940年）版に全3番の歌詞が掲載されているが、楽譜の所在は確認されていない。作曲者の氏名はいずれの資料でも未記載だが、福井新聞の連載「生きているふくい昭和史」では戦後に福井市明倫中学校の校歌を作曲した庭本利雄（1918年 - 1959年）の作とされている。

## 現行（2代目）
現行の2代目『敦賀市歌』は1952年（昭和27年）3月24日に敦賀市の市制15周年を記念して制定され、同年4月の記念式典で初演奏が行われた。歌詞は一般公募により全国から応募された98篇からの入選作で、作曲は市からの依頼により下総皖一が手掛けている。旋律は2012年（平成24年）12月31日に著作権の保護期間を満了した。
2012年11月に東京堂出版から刊行された『全国 都道府県の歌・市の歌』には未収録。

### 歌詞の改訂
2003年（平成15年）、制定から半世紀余りを経て演奏の機会が減少していた市歌の積極活用が敦賀市民憲章推進会議で提唱され、制定当時の歌詞を作詞者の遺族から承諾を得て改訂する方針を歌詞検討委員会で取りまとめて河瀬一治市長に提言した。改訂版の歌詞は6月10日開催の市民憲章推進会議総会で了承され、成人式や市内の小・中学校で開催する体育大会等の行事で演奏の機会が設けられるようになっている。
改訂された箇所は以下の通り。
- 1番の冒頭で旧市域の天筒山（171.3m）を「天筒（てづつ）の嶺」として取り上げていた部分を、市歌制定から3年後の1955年（昭和30年）に行われた市域拡大で市内最高峰となった野坂岳（旧粟野村域、913m）に差し替え「野坂の嶺」とする[5]。
- 1番の「旭（ひ）は映えて」を「陽は映えて」、3番の「この首途（かどで）」を「この門出」、同じく3番の「栄光（さかえ）あれ」を「栄えあれ」と難解な用字をそれぞれ平易なものに改める[5]。
- 3番の「平和産業」を21世紀にふさわしい表現として「未来輝く」と改める[5]。

### 作詞者
一般公募で入選した作詞者の花田 龍彦（はなだ たつひこ、1902年 - 1978年）は福岡県出身で、昭和初期に「渋田黎明花」名義で時代小説作家として活動した渋田 喜久雄が用いたペンネームの一つである。渋田は生前に作詞家として非常に多くのペンネームを使い分けていたが、戦後は敦賀市歌の「花田龍彦」と一文字違いの「花田鶴彦」名義を主に使用していた。敦賀市歌と同じ「花田龍彦」名義では、愛知県の「豊川観光音頭」を作詞している。